# 429
| 429                |
| ------------------ |
| Dødsfald - Fødsler |
|                    |

| Gregoriansk kalender | 429 CDXXIX              |
| Ab urbe condita      | 1182                    |
| Armensk kalender     | I/T                     |
| Kinesiske kalender   | 3125 – 3126 戊辰 – 己巳 |
| Etiopisk kalender    | 421 – 422               |
| Jødisk kalender      | 4189 – 4190             |
| Hindukalendere       |                         |
| - Vikram Samvat      | 484 – 485               |
| - Shaka Samvat       | 351 – 352               |
| - Kali Yuga          | 3530 – 3531             |
| Iransk kalender      | 193 BP – 192 BP         |
| Islamisk kalender    | 199 BH – 198 BH         |

## Begivenheder

### Afrika
- I maj samler kong Geiserik alle vandaler og alaner ved Tarifa (nær Gibraltar) og fragter dem over strædet til Nordafrika. Hær og flåde drager mod øst (sammen med kvinder og børn) og erobrer flere byer i området.[1]

### Europa
- Årets romerske consuler var politikeren og administratoren Florentius, samt en Dionysius, som måske var identisk med den general Dionysius, der året før havde ført forhandlinger med perserne.
- Den 26. marts kundgjorde kejser Theodosius II i senatet i Konstantinopel, at der skulle nedsættes en kommission, som havde til opgave at samle alle gældende romerske love siden kejser Konstantins tid. Lovkomplekset (Codex Theodosianus) skulle omfatte både den vestlige og østlige del af romerriget, så officielt var den unge kejser Valentinian III medsponsor.
- En kombineret militær og kirkelig vestromersk ekspedition besøgte England, ledet af biskop af Auxerre (og tidligere officer) Germanus. Det militære formål var at bekæmpe piktere og saksere, mens det kirkelige islæt drejede sig om at omvende tilhængere af Pelagius til den rette kristne tro. Det menes at være sidste gang, romersk militær i større omfang var i England.[2]

## Født
- Liu Jun, fyrste af Liu Song dynastiet (død 453)
- Zu Chongzhi, kinesisk matematiker (død 500)

## Dødsfald
- 6. januar. – Honoratus, ærkebiskop af Arles
- Heremigarius, svebisk krigsherre. Druknede på tilbagetog efter at være besejret af Geiserik.